# Palo de golf

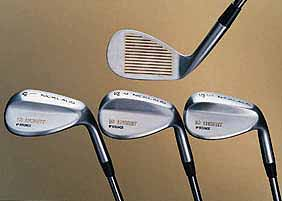
Palos de hierro

Un palo de golf(en inglés club) es un instrumento deportivo que sirve en el golf para golpear la bola desde el tee de salida hasta embocarla en el hoyo correspondiente. Hay del uno al nueve, pero se suelen usar a partir del hierro cuatro
Los números de cada palo se diferencian por el ángulo de la cara de este, pero además la longitud de la varilla es distinta en cada palo. Para una distancia mayor se utiliza un palo de menor número y cuanto más alto el número menos se llega pero más alta sube la bola. 
Cada calle de un campo de golf tiene un terreno de longitudes diferentes (es decir, la distancia desde el tee de salida hasta el hoyo o meta final) y características variables, de modo que cada golpe a la bola debe ejecutarse de diferentes maneras según sea el terreno llano, abrupto o inclinado hacia arriba o abajo, puesto que el vuelo de la bola debe cumplir ciertas exigencias específicas en cada caso. Desde los comienzos de este deporte se vio que era más fácil para ello usar palos diferentes que aprender técnicas distintas para cada golpe, por lo que se diseñaron numerosas variantes de los palos.
El palo está marcado en la parte inferior de la cara para que sea reconocible cuando esté dentro de la bolsa. Los hierros llevan una numeración correlativa, en tanto que para las maderas y los wedges se usan otros distintivos, como 1 o D para el driver, una cifra indicando el loft o las letras P o S, respectivamente.
En los partidos oficiales de golf, el golfista no puede llevar más de 14 palos en total. La infracción de esta regla puede penalizarse con la descalificación. El golfista es libre de elegir los que prefiera. Hay profesionales que llevan dos drivers o aficionados que prefieren llevar menos hierros en favor de maderas o híbridos, etc.
En las Reglas de golf se han fijado especificaciones máximas para las propiedades del palo, como longitud, peso o forma. Dichos valores se modifican a veces para adaptarse a los avances de la técnica. El palo consta de una superficie amplia denominada «cabeza», con el área de impacto, y una varilla o eje con una sección final de agarre o empuñadura. La cabeza tiene un cuello o casquillo para sujetarla a la varilla, generalmente con un adhesivo a base de resina epoxi. La empuñadura en el otro extremo de la varilla se fija mediante una cinta adhesiva doble. Los palos se distinguen entre sí por la forma, el ángulo de abertura de la cabeza (en inglés loft) y la longitud de la varilla.
La cabeza tanto de las maderas como de los hierros tiene estrías en la cara o área de impacto, con la finalidad de aumentar la velocidad de rotación de la bola y lograr un mejor contacto en la hierba alta. Para el driver no suelen emplearse tales estrías. La cabeza de los hierros puede ser de acero inoxidable o de acero blando recubierto.
La varilla tiene varias graduaciones: S = stiff (‘rígida’); R = regular, para hombres (más flexible); A, para séniores («gente mayor») y para mujeres altas; y L = ladies (‘mujeres’). Los palos con varilla de grafito son populares actualmente.
La empuñadura (en inglés grip) es generalmente de goma o de piel, con una ligera protuberancia en la parte superior.

## Maderas
Los palos con los que se puede golpear más fuertemente y lograr mayor distancia se denominan maderas (en inglés, wood), aunque en la actualidad ya no son de este material, sino de acero o titanio. Generalmente tienen una cabeza grande y una varilla bastante larga, que maximiza la velocidad. Se llevan normalmente tres maderas para los golpes largos. Su uso primordial es para salir de los tees (con el llamado driver), que son las salidas de cada hoyo del campo, y para tiros de larga distancia (maderas de calle).

## Hierros

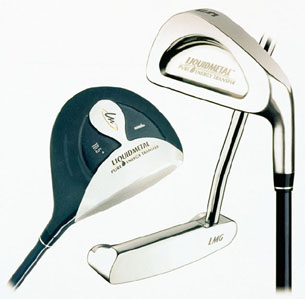
Madera, putter y hierro

Los hierros (en inglés iron) se usan para distancias entre 70 y 180 metros. Tienen una cabeza trapezoidal que raramente es hueca, si bien suele estar ahuecada por detrás. La abertura de la cabeza va de unos 20° a 45° (grados), y la longitud de la varilla varía entre 35 y 39 pulgadas, aproximadamente. En cuanto a la forma, se distingue entre blades y cavity backs.
Con los hierros se consigue un mejor control de la bola, en comparación con las maderas, y pueden utilizarse en situaciones difíciles (hierba alta, etc.). El set estándar consta de los hierros 3 a 9. Hoy en día no es corriente el 1. Solo algunas marcas fabrican el 2. Actualmente, hay muchos sets que empiezan con el 4, pues la industria argumenta que el golfista aficionado recurre más a los híbridos porque estos son más fáciles de jugar que los hierros largos.

## Híbridos
Los palos híbridos (en inglés, rescue = ‘rescate’) han hecho aparición a comienzos del siglo XXI. Suelen usarse para sustituir a un hierro o una madera. El material, la longitud de la varilla y la abertura de la cabeza son parecidos a los de los hierros correspondientes, pero son más voluminosos que estos y la forma se asemeja más a las de las maderas.

## Wedge
Este tipo de palo es una subclase del hierro. Los palos con mayor loft son los wedges, que reciben nombres específicos como pitching wedge (44 a 48° —grados—) o sand wedge (56°), el cual se suele usar para sacar la bola del búnker. Otros wedges habituales son el gap wedge (unos 52°), para cubrir el hueco entre los dos anteriores, o el lob wedge (60°) que ayuda a detener la bola en el lugar donde cae, sin que ruede más allá.

## Putter

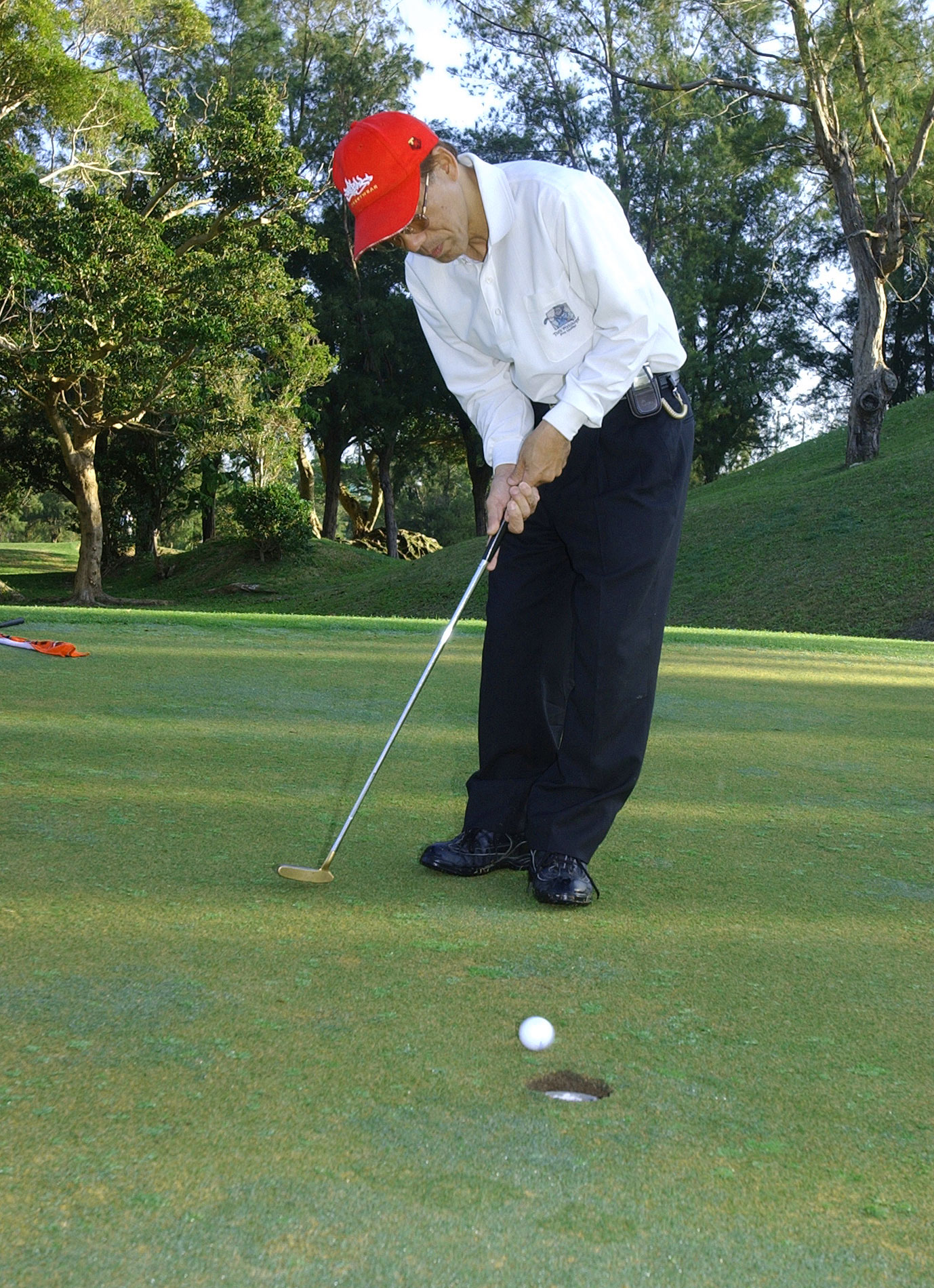
Golfista utilizando un putter

Finalmente se utiliza un palo denominado putter para empujar la bola mediante un golpe (putt) hacia el hoyo en el (green). Básicamente los putters tienen cuatro diseños: el blade (como una pala), el mallet (como un mazo), el de la varilla en el centro y el que tiene distribuido el peso entre el talón y la punta.
La longitud de los putters varía de 32 a 36 pulgadas. En cuanto a los grados de abertura de la cara, fluctúan entre 3 y 7° (grados).

## Designaciones históricas
Antiguamente los palos no tenían una numeración correlativa, puesto que para un tipo de palo no había más que un diseño. El equipamiento clásico hasta el siglo XIX era:
- Play club (driver)
- Brassie (madera 2)
- Spoon (madera 3)
- Mid iron (hierro 2)
- Mashie (hierro 5)
- Niblick (hierro 9)
- Putter

Más tarde aparecieron:
- Baffie (madera 4)
- Cleek (hierro 1)
- Mid mashie (hierro 3)
- Mashie iron (hierro 4)
- Spade mashie (hierro 6)
- Mashie niblick (hierro 7)
- Lofter (hierro 8)
- Jigger, pitching niblick o lofting iron (wedge)

Las correspondencias actuales entre paréntesis no son siempre exactas. Por ejemplo, un jigger podía tener perfectamente el ángulo de un hierro 4, pero se usaba para golpes de aproximación por tener la varilla corta, así que servía más bien como wedge.